# Безденица
Бездѐница е село в Северозападна България. То се намира в община Монтана, област Монтана.

## Религии
В село Безденица има излключително красив православен храм. От това се разбира, че официалната религия е православието. Храмът „Вознесение Господне“ всяка година дава курбан за празника си.

## Културни и природни забележителности
Съборът на селото е всяка последна неделя от месец октомври. Много весело бихте прекарали и на национално-битовата вечер, която съвпада с Тодоровден. Уредникът на богатата библиотека на селото към читалище „Пробуда“ Мария Михайлова, заедно с кмета и секретаря на кметството се грижат за богатата програма на всички празници.

## Личности
- Иван Кръстев (1938), български политик